# Steinkiste von Horshaga
Die Steinkiste von Horshaga (schwedisch Horshaga Hällkista) liegt südlich von Gislaved in der Provinz Jönköpings län in Småland in Schweden.
Die etwa 4000 Jahre alte megalithische Steinkiste (oder Großkiste) gehört zu den ältesten und den kleineren der Gattung und befindet sich im Wald unweit des Riksväg 26. Sie ist nicht rechteckig, wie die meisten Kisten, sondern leicht polygonal. Erhalten sind die unterschiedlich großen Tragsteine und einer von vermutlich zwei oder drei Decksteinen. 
Etwa zehn Kilometer südlich liegt das Gräberfeld Smålandsstenar.